# Damblans
Eugène Damblans (Montevideo, 14 de juliol de 1865 - Bois-Colombes, 21 de gener de 1945) més conegut com a Damblans, va ser un aquarel·lista i il·lustrador uruguaià i francès.

## Biografia
De pares francesos, Damblans va néixer a Uruguai. Va començar a treballar com a il·lustrador per a diaris argentins fins que va tenir 25 anys, quan es va mudar a França. A la terra dels seus pares, va començar a treballar com a il·lustrador per a la revista La Caricature, després va col·laborar amb «Maison de la bonne presse», i en particular per «Li Pèlerin». També va treballar pel «Journal donis romans populaires illustrés» de Éditions Tallandier, Noël Illustré (setmanari infantil), La «Terre Illustrée», «Journal des Voyages», «Jeunesse amusante», «Le Petit Journal», «L'Echo du Noel», «L'Illustré national» i «Le Soleil du dimanche». Sovint dibuixava grans escenes exòtiques o esdeveniments noticiosos en països llunyans, bé fossin colònies franceses a més d'esdeveniments actuals propers. També va crear escenes de gènere infantil, un retrat del pintor i gravador Aimé Dallemagne.

## Obres
Algunes de les obres realitzades per Damblans per a la revista Le Petit Journal:

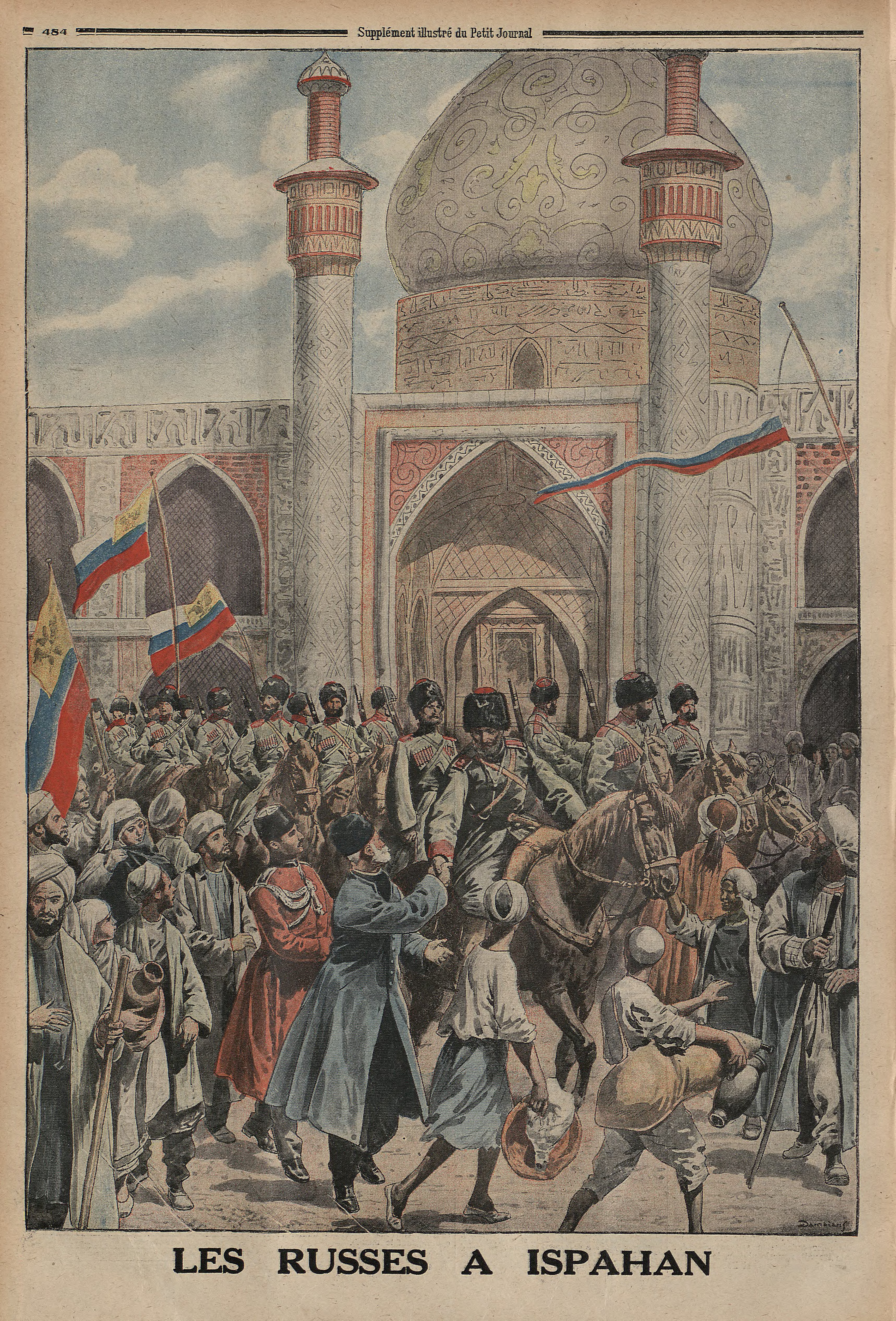
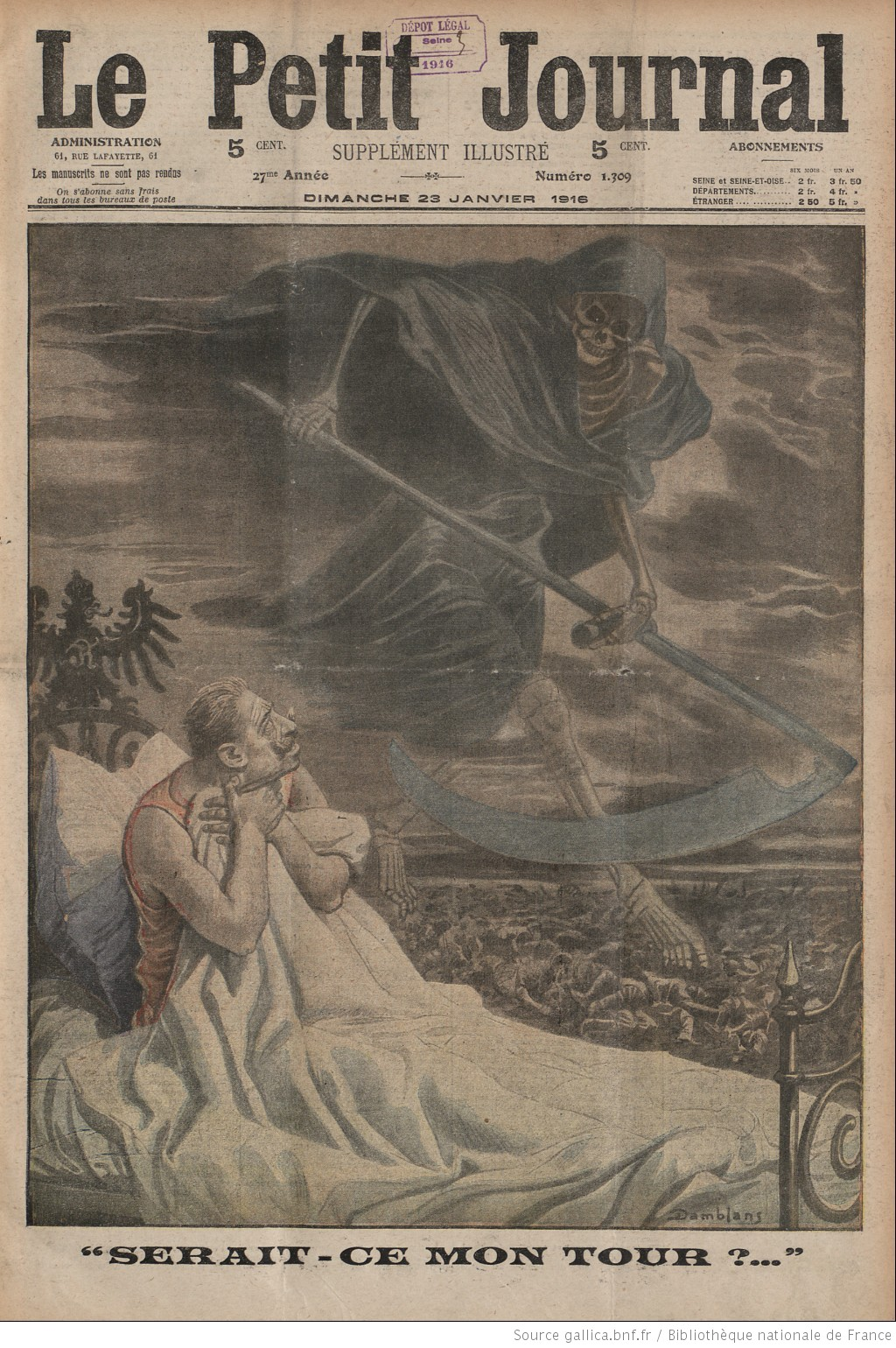
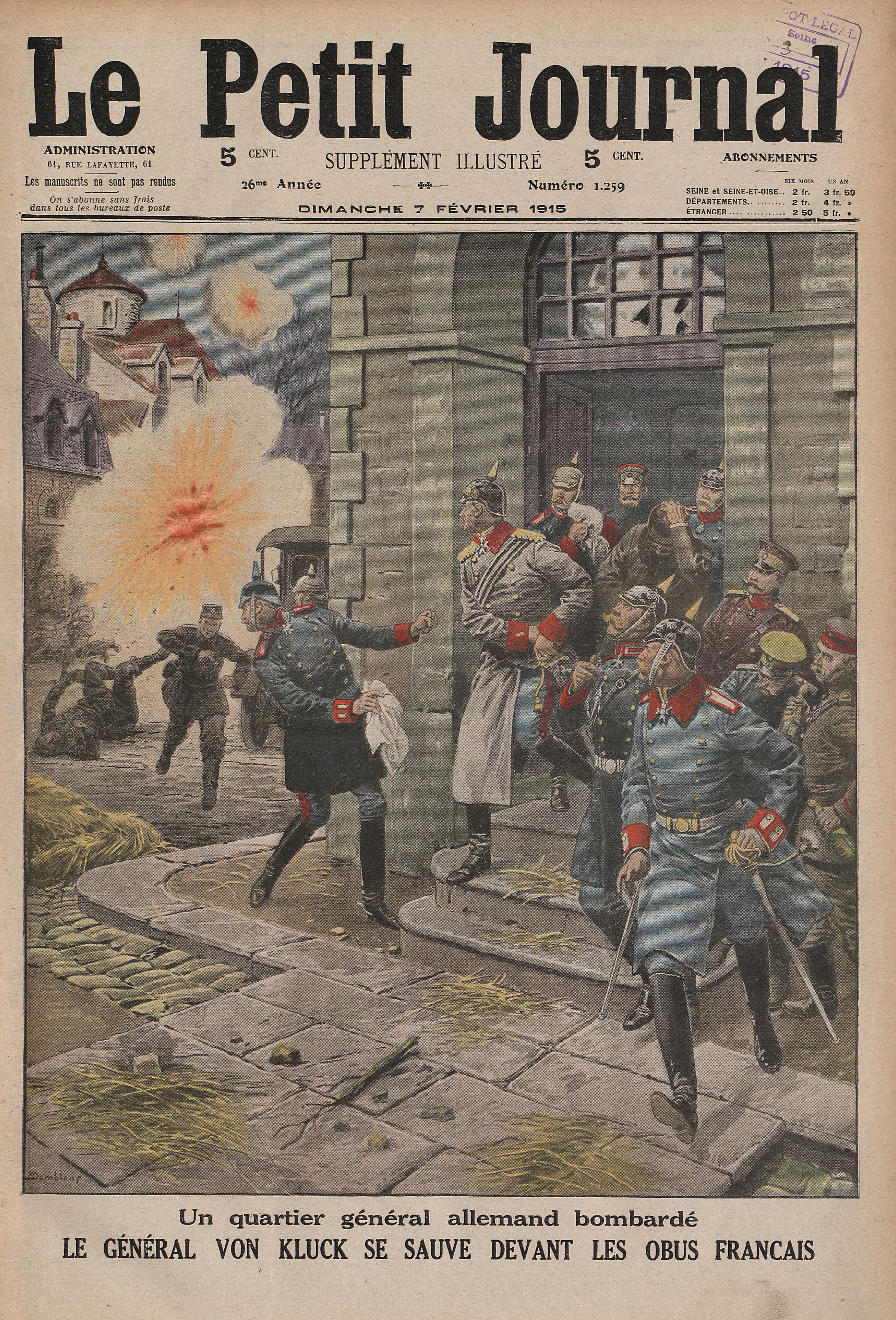
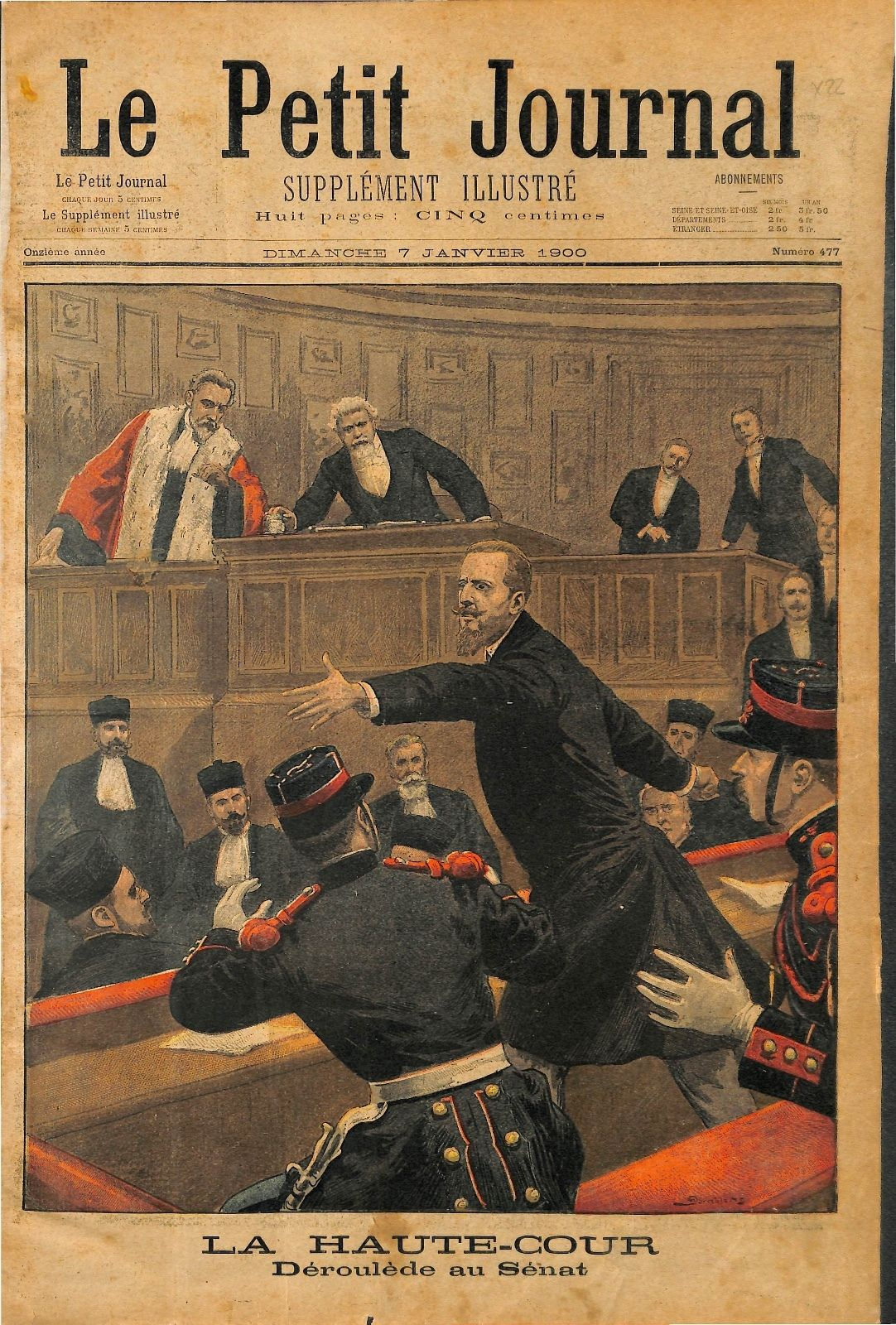